# Pseudogarypinus giganteus
Pseudogarypinus giganteus es una especie de arácnido del orden Pseudoscorpionida y de la familia Olpiidae.

## Distribución geográfica
Se encuentra en Colorado (Estados Unidos).